# 임질
임질(淋疾, 痳疾, gonorrhea)은 대표적인 성병이다. 음질(陰疾)로도 부른다. 보통 감염된 사람과 성교 1~2주 후에 농, 고름이 있는 소변을 보게 되며, 소변을 볼 때 따끔거리는 증상이 있다. 감염 시에 항생제로 치료가 가능하지만 자가 치료보다는 병원을 방문하는 것이 안전하다.
보통 쌍구균, 즉 두개의 공모양으로 보이는 구균인 임질구균(gonococcus)에 의해 전염된다. 특히 여성은 이로 인해 불임이 될 수도 있다. 매독과 함께 성병의 대표적인 전염병이다. 치료는 항생제로 한다.
파이프가 새는 병이라고도 한다.

## 역사
일부 학자들은 성경 용어로 임질을 자브(zav, 남성의 경우)와 자바(zavah, 여성의 경우)로 번역한다.
수은이 임질 치료에 사용되었던 것으로 알려져 있다.
질산 은은 19세기에 널리 사용된 약물 가운데 하나였다. 그러나 프로타골로 대체되었다. 아르투어 아이헨그륀은 이러한 종류의 콜로이드 은을 발명하여 1897년 이후로 바이엘에 의해 마케팅되고 있다. 은 기반의 치료는 최초의 항생제가 1940년대에 사용될 때까지 쓰였다.

## 갤러리

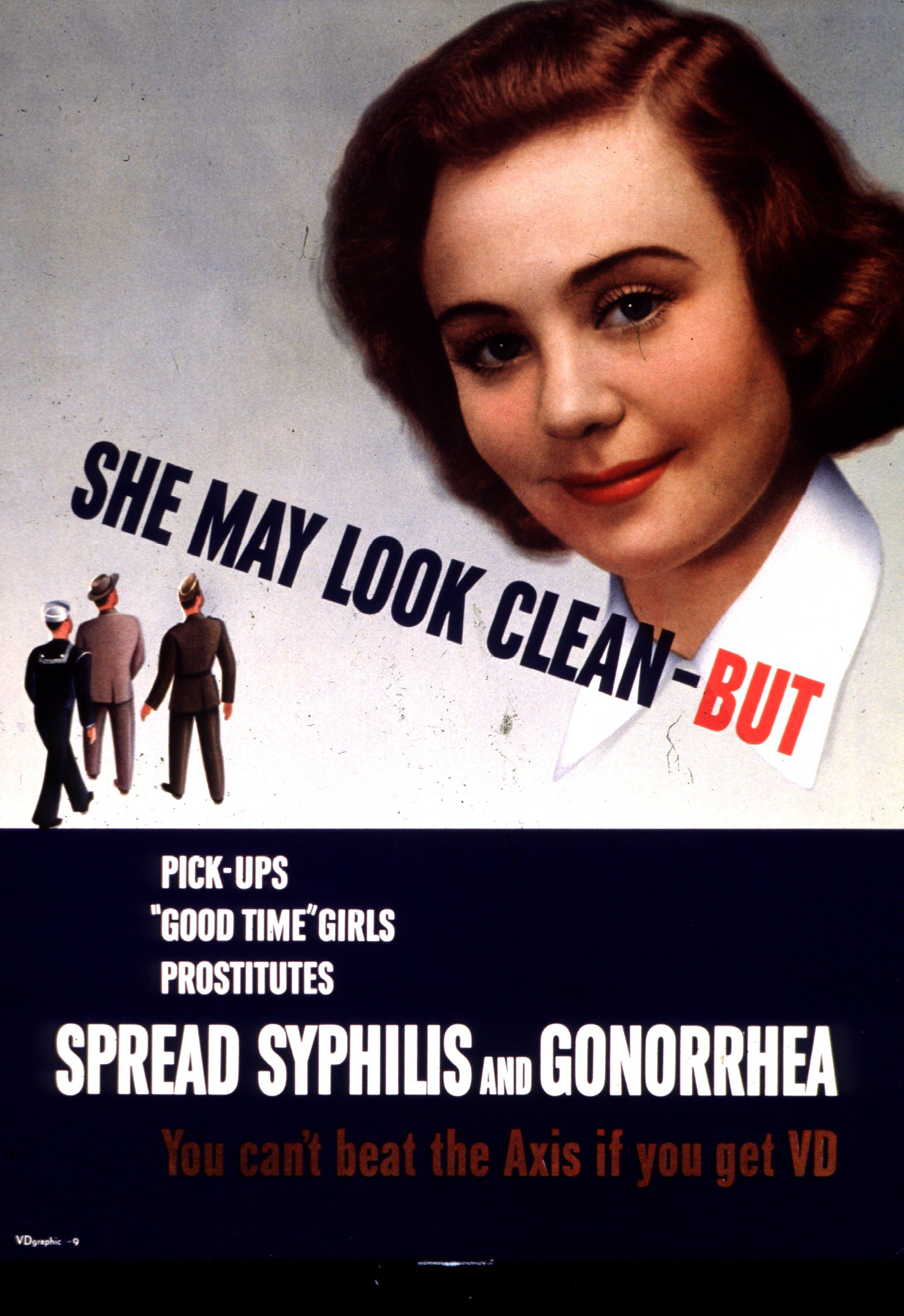
2차 세계 대전 중 미국 정부는 임질과 다른 성감염의 위험에 대하여 군인에게 경고하는 포스터를 게재하기도 하였다.
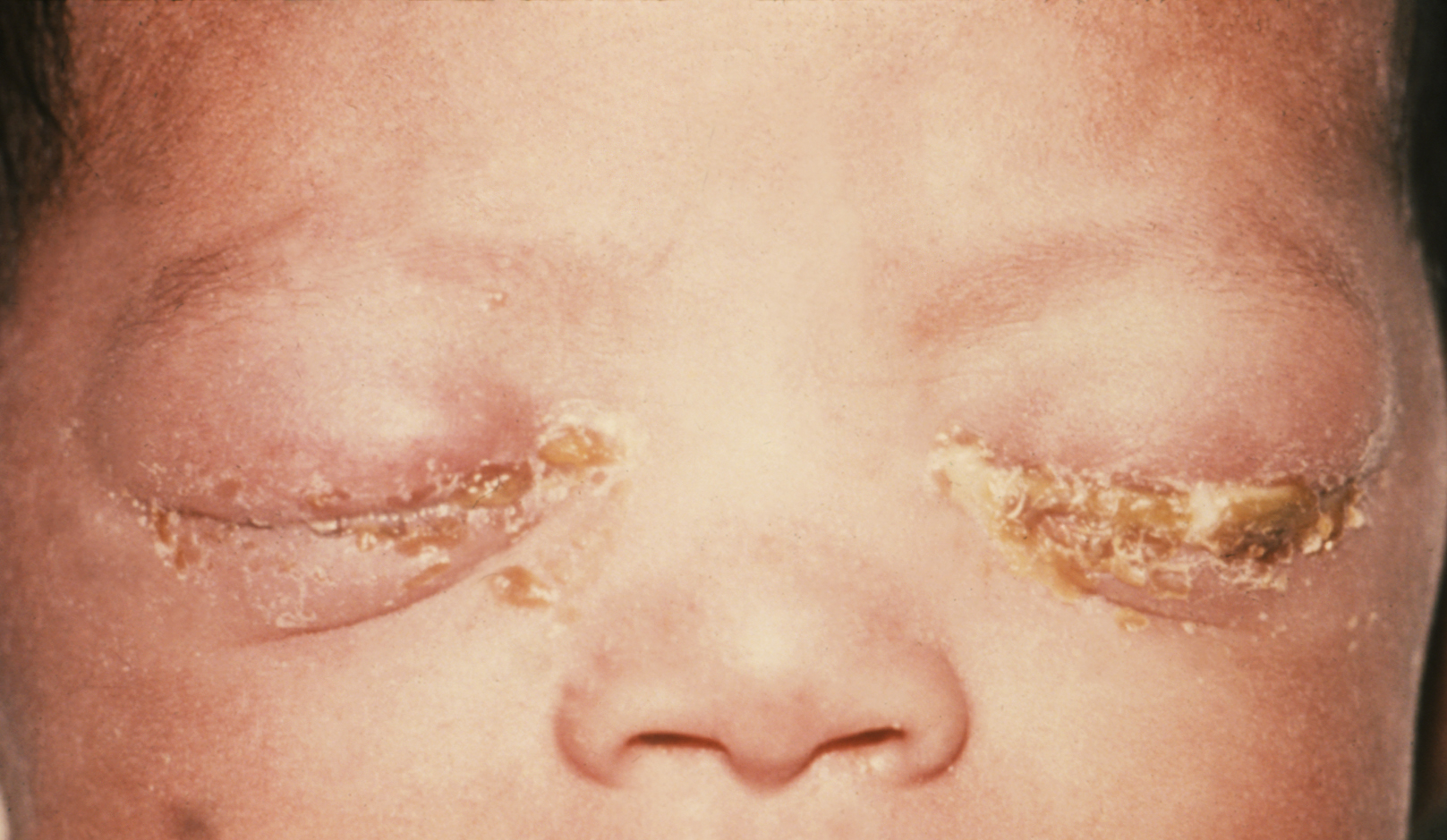
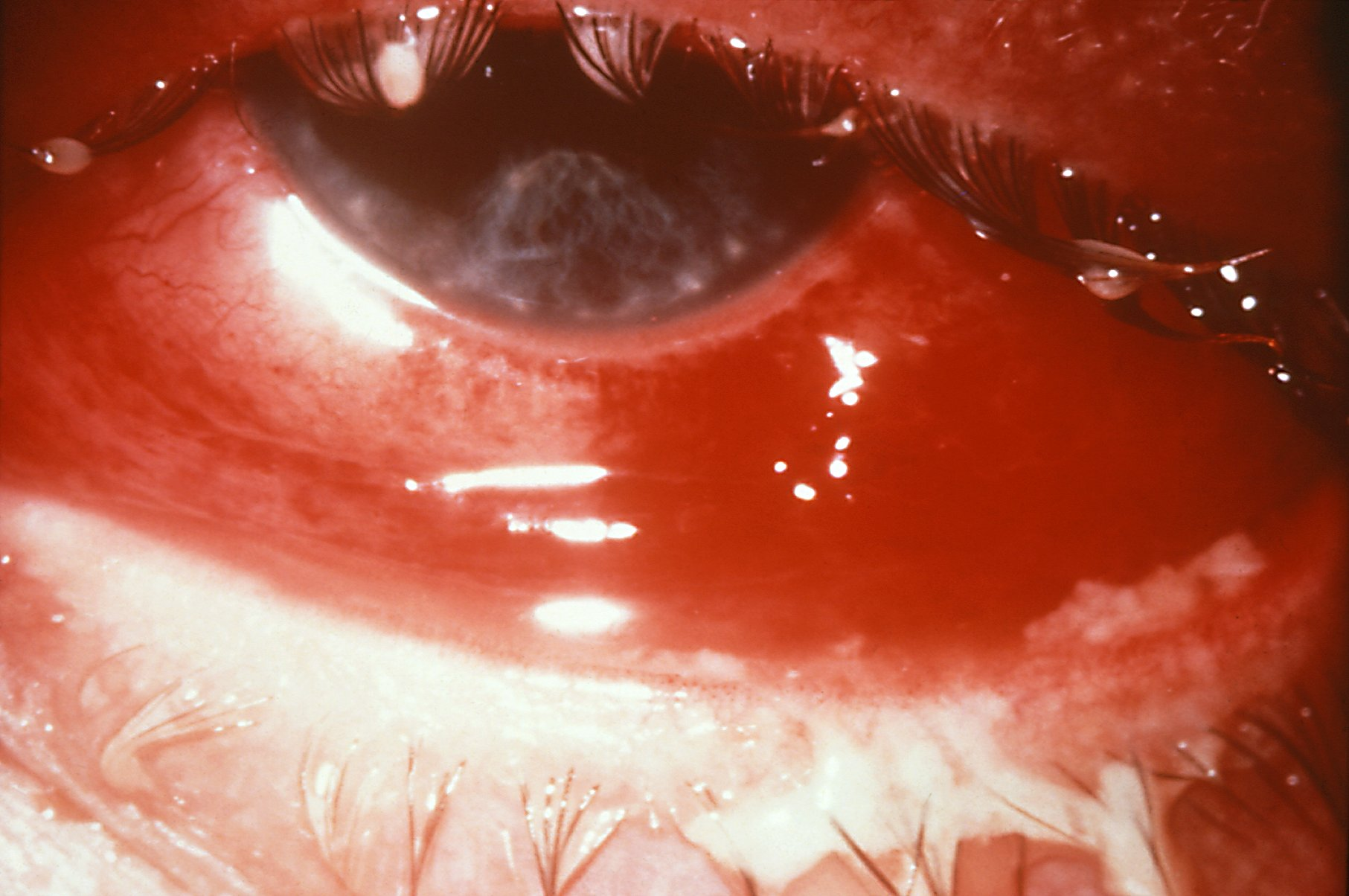

## 같이 보기
- 점액 과다 분비
- 견사 형성
- 이질